# Fedor Černych
Fedor Ivanovič Černych (în rusă Фёдор Иванович Черных; n. 21 mai 1991, Moscova, RSFS Rusă, URSS) este un fotbalist profesionist lituanian născut în Rusia care joacă pe postul de atacant, mijlocaș lateral sau mijlocaș pentru clubul rus FC Dinamo Moscova și echipa națională de fotbal a Lituaniei, pentru care a marcat nouă goluri în 50 de meciuri. A mai jucat pentru echipe din Letonia și Polonia. A fost ales cel mai bun fotbalist lituanian în 2016 și 2017.

## Carieră
Černych s-a născut la Moscova, Rusia într-o familie de ruși. Când părinții lui s-au despărțit, el a mers să locuiască în Vilnius, Lituania cu bunicii săi materni.
A început cariera la FK Granitas, care a jucat apoi în LFF II League, zona de sud. În 2009, Černych a semnat un contract cu Dnepr Moghilău.
Černych a fost împrumutat în 2012 la Naftan Novopolotsk după ce Dnepr Moghilău a fost retrogradată în divizia inferioară.
Pe 26 ianuarie 2018, el a semnat cu echipa din Prima Ligă Rusă FC Dinamo Moscova. La 31 martie 2018, a marcat primul său gol pentru Dynamo, într-o victorie cu 2-1 obținută în fața lui FC Arsenal Tula Pe 21 octombrie 2018, a marcat singurul gol al meciului în care Dinamo a reușit să o învingă pe FC Zenit Saint Petersburg, care era pe primul loc în acel moment.